# یادگاروو
یادگاروو (انگلیسی: Yadgarovo) یک شهرک در شهرستان کوگارچینسکی جمهوری باشقیرستان در کشور روسیه است.